# Cai (okres Zhou)
Cai – państwo w dawnych Chinach, istniejące w okresie Dynastii Zhou. Leżało na terenie dzisiejszej prowincji Henan. Powstało w XI w. p.n.e. podczas ekspansji państwa Zhou, jako markizat rządzony przez boczną linię królewskiego rodu Zhou, wywodzącą się od młodszego brata króla Wu. Władcy Cai nosili cesarskie nazwisko Ji (姫). Państwo należało do kulturalnego centrum dynastii, lecz podobnie jak inne tego typu państwa (np. Lu czy Song), miało małą możliwość ekspansji i rozwoju. Dlatego na początku okresu Królestw Walczących zostało zredukowane do roli bufora, a następnie zaanektowane w 447 przez państwo Chu, którego satelitą było już od połowy VII w. p.n.e.

## Władcy Cai
| Imię władcy                          | Imię prywatne     | Lata panowania    |
| ------------------------------------ | ----------------- | ----------------- |
| Cài Shúdù (蔡叔度)                   | Jī Dù 姫度        |                   |
| Cài Zhòng (蔡仲)                     | Jī Hú 姫胡        |                   |
| Książę Huang (Cài Bóhuāng 蔡伯荒)    | Jī Huāng 姫荒     |                   |
| Markiz Gōng (Cài Gōnghóu 蔡宮侯)     |                   |                   |
| Markiz Lì (Cài Lìhóu 蔡厲侯)         |                   |                   |
| Markiz Wu (Cài Wǔhóu 蔡武侯)         |                   | 863–837 r. p.n.e. |
| Markiz Yi (Cài Yíhóu 蔡夷侯)         |                   | 837–809 r. p.n.e. |
| Markiz Lí (Cài Líhóu 蔡釐侯)         | Jī Suǒshì 姫所事  | 809–761 r. p.n.e. |
| Markiz Gòng (Cài Gònghóu 蔡共侯)     | Jī Xìng 姫興      | 761–760 r. p.n.e. |
| Markiz Dai (Cài Dàihóu 蔡戴侯)       |                   | 759–750 r. p.n.e. |
| Markiz Xuan (Cài Xuānhóu 蔡宣侯)     | Jī Cuòfù 姫措父   | 749–715 r. p.n.e. |
| Markiz Huan (Cài Huánhóu 蔡桓侯)     | Jī Fēngrén 姫封人 | 714–695 r. p.n.e. |
| Markiz Ai (Cài Āihóu 蔡哀侯)         | Jī Xiànwǔ 姫獻舞  | 694–675 r. p.n.e. |
| Markiz Mu (Cài Mùhóu 蔡穆侯)         | Jī Xì 姫肸        | 674–646 r. p.n.e. |
| Markiz Zhuang (Cài Zhuānghóu 蔡莊侯) | Jī Jiǎwǔ 姫甲午   | 645–612 r. p.n.e. |
| Markiz Wen (Cài Wénhóu 蔡文侯)       | Jī Shēn 姫申      | 611–592 r. p.n.e. |
| Markiz Jing (Cài Jǐnghóu 蔡景侯)     | Jī Gù 姫固        | 591–543 r. p.n.e. |
| Markiz Ling (Cài Línghóu 蔡靈侯)     | Jī Bān 姫般       | 542–531 r. p.n.e. |
| Markiz Ping (Cài Pínghóu 蔡平侯)     | Jī Lú 姫廬        | 530–522 r. p.n.e. |
| Markiz Dao (Cài Dàohóu 蔡悼侯)       | Jī Dōngguó 姫東國 | 521–519 r. p.n.e. |
| Markiz Zhao (Cài Zhāohóu 蔡昭侯)     | Jī Shēn 姫申      | 518–491 r. p.n.e. |
| Markiz Cheng (Cài Chénghóu 蔡成侯)   | Jī Shuò 姫朔      | 490–472 r. p.n.e. |
| Markiz Sheng (Cài Shēnghóu 蔡聲侯)   | Jī Chuǎn 姫産     | 471–457 r. p.n.e. |
| Markiz Yuan (Cài Yuánhóu 蔡元侯)     |                   | 456–451 r. p.n.e. |
| Markiz Qi (Cài Hóuqí 蔡侯齊)         | Jī Qí 姫齊        | 450–447 r. p.n.e. |